# Friedenberger Hof

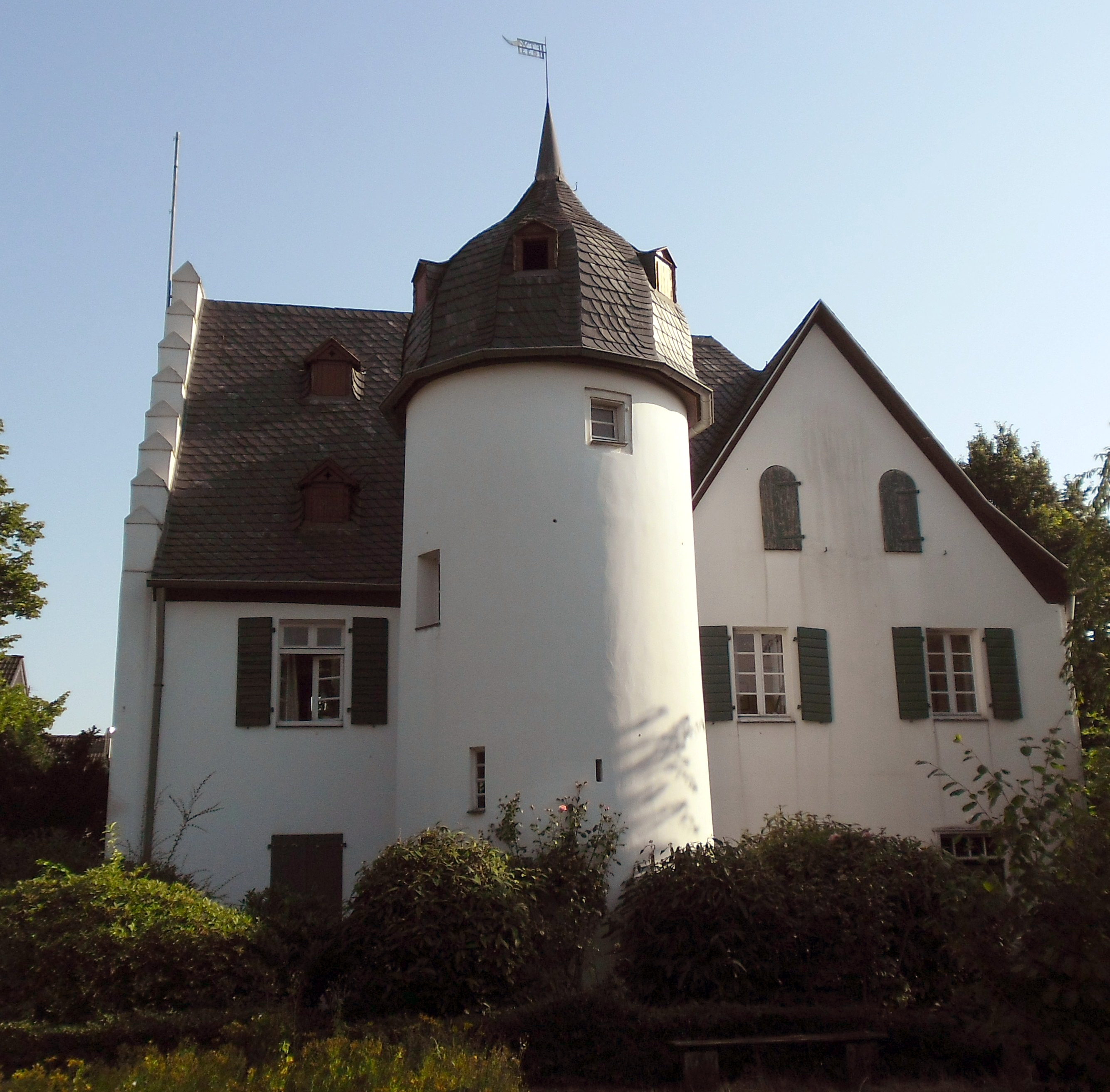
Friedenberger Hof

Der Friedenberger Hof ist ein Herrenhaus des gleichnamigen ehemaligen Rittersitzes über einem Steilhang zur Wupper im Stadtteil Opladen von Leverkusen in Nordrhein-Westfalen.

## Beschreibung
Das Herrenhaus ist ein zweigeschossiger verputzter Bau in L-Form mit einem steilen Schieferdach, einem Treppengiebel, einem dreigeschossigen Rundturm mit Schweifhaube, einer barocken Haustür und einer kunstvoll gewundenen Spindeltreppe aus Eichenholz, die sich im Inneren des Hofes befindet. Die Küche ist mit einer Kölner Decke versehen.

## Geschichte
Der Friedenberger Hof war vermutlich der Stammsitz des ältesten Opladener Rittergeschlechts, der Upladins. Vorgängerbauten wurden bereits im 14. Jahrhundert urkundlich erwähnt. Gottschalk Starke von Upladin, der sich auch „von Dalhusen“ nannte, gilt als erste Person, die mit dem Friedenberger Hof in Verbindung zu bringen ist. Die ersten von ihm ausgestellten Urkunden datieren zurück ins Jahr 1359.
Die Bezeichnung „Friedenberger Hof“ leitet sich ab aus dem Namen von Dierig Vrede, der 1459 auf dem Hof lebte. Im 16. Jahrhundert war das Anwesen im Besitz der reichen Herren aus dem Adelsgeschlecht Quadt. Bis 1803 wohnte hier der berühmte Opladener Justizrat und Notar Vinzenz Deycks, der von 1813 bis 1815 Bürgermeister von Opladen war. Danach lebten hier sein Schwager Jacob Salentin von Zuccalmaglio und seine Frau Clara Deycks mit ihrem ersten Sohn, dem späteren Volksliedforscher und Dichtermusiker Anton Wilhelm von Zuccalmaglio (1803–1869), der sich selbst Wilhelm von Waldbrühl nannte. Jakob Salentin von Zuccalmaglio war Advokat und Notar am Gericht des Amtes Miselohe, seit 1804 Notar in Schlebusch und 1812 Gründer der Musicalischen Academie von 1812 zu Burscheid. Ihnen folgte der Fabrikant Julius Uhlenberg.
Weitere adelige Bewohner waren u. a. die Familien Quadt und Wrede.

## Sanierung und heutige Nutzung
Eine umfassende Renovierung des mit der Zeit maroden gewordenen Bauwerks, dessen Bausubstanz im Wesentlichen aus dem 16. Jahrhundert stammt, begann 1965 und wurde 1971 abgeschlossen. Seit 1983 beherbergt das Gebäude die Zentrale des Zentralverbandes der Historischen Deutschen Schützenbruderschaften.

## Baudenkmal
Der Friedenberger Hof wurde am 13. März 1986 unter der Nummer 181 in die Liste der Baudenkmäler in Leverkusen eingetragen.